# 10 fructidor
10 thermidor 10 jour complémentaire
Le décadi 10 fructidor, officiellement dénommé jour de l'échelle, est le 340e jour de l'année du calendrier républicain.
C'était généralement le 27e jour du mois d'août dans le calendrier grégorien.